# Galty Mountains
Galty Mountains är en bergskedja i republiken Irland.   Den ligger i grevskapet South Tipperary och provinsen Munster, i den centrala delen av landet, 170 km sydväst om huvudstaden Dublin.
Galty Mountains sträcker sig 24,3 km i öst-västlig riktning. Den högsta toppen är Galtymore Mountain, 919 meter över havet.
Topografiskt ingår följande toppar i Galty Mountains:
- Benard
- Galtymore Mountain
- Greenane
- Knockaceol
- Knockastaheen
- Knockaterriff
- Knockeenatoung
- Knockmoyle
- Lyracappul
- Paradise Hill
- Seefin
- Slieveanard
- Slievecushnabinnia
- Sturrakeen
- Temple Hill